# Шенке фон Лимпург
Ше́нке фон Ли́мпург (ср.-в.-нем. der Schenke von Limpurg; полное имя — Ко́нрад фон Ли́мпург, ср.-в.-нем. Konrad Schenke von Limpurg; до 1249 года, Швебиш-Халль — после 1286 года, там же) — кравчий,  средневерхненемецкий (немецкий) средневековый поэт периода позднего миннезанга, рыцарь.

## Биография
Шенке фон Лимпург родился около 1249 года в замке Лимпург близ Халля. Он был младшим сыном Вальтера фон Лимпурга (умер 1249 году), соратника короля Генриха VII, а затем советника Конрада IV. От жены Вальтер получил обширные земельные владения, где построил замок Лимпург. Прозвище «Шенке» происходит от должности придворного виночерпия, которым являлся предок семьи.
Имя Конрада вместе со старшим братом Вальтером II впервые упоминается в документах 1255 года в связи с конфликтом между Гогенштауфенами и папой Римским. В октябре 1266 года он был в Аугсбурге, где герцог Швабии Конрадин готовил свою экспедицию в Рим. В Италии он в составе отряда немецких рыцарей сопровождал Конрада Штауфена. В 1267 году в Пизе он упоминается как один из членов его окружения. Вероятно, Шенке фон Лимпург принимал участие в роковой для Конрадина битве при Тальякоццо (23 августа 1269 г.), когда французские рыцари наголову разбили наёмное войско Конрадина. Конрадин — король Иерусалима, Сицилии и герцог Швабии был взят в плен и казнён. Так прервалась династия Гогенштауфенов. Шенке фон Лимпург был достаточно удачлив и вернулся домой. Он поселился в доставшемся от материнского наследства замке Билриет, где и скончался около 1286 года. Свидетельств о браке Конрада нет. Детей у него не было.
Шенке фон Лимпург изображён в Манесском кодексе стоящим на коленях перед дамой, которая вручает ему позолоченный шлем, увенчанный рогами с павлиньими перьями. Герб представляет собой три серебряные булавы в лазурном поле. Символы на зелёном сюрко и айлетах — стилизованные буквы «А», означающие слово «amor» — любовь.